# The Astronomical Journal
The Astronomical Journal (tạm dịch: Tạp chí Thiên văn học) là một tạp chí khoa học được bình duyệt hàng tháng do Hiệp hội Thiên văn học Hoa Kỳ là chủ sở hữu và được IOP Publishing đăng ký xuất bản. Đây là một trong những tập san hàng đầu về thiên văn học trên thế giới.
Trước năm 2008, tạp chí này được Nhà xuất bản Đại học Chicago xuất bản thay mặt cho Hiệp hội Thiên văn học Hoa Kỳ.

## Chủ bút
- 2016–nay  Ethan Vishniac
- 2005–2015      John Gallagher III
- 1984–2004      Paul W. Hodge
- 1980–1983      N. H. Baker
- 1975–1979      N. H. Baker và L. B. Lucy
- 1967–1974      Lodewijk Woltjer[2] (với Baker và Lucy cho các tập sau)
- 1966–1967      Gerald Maurice Clemence[3]
- 1965–1966      Dirk Brouwer và Gerald Maurice Clemence
- 1963–1965      Dirk Brouwer
- 1959–1963      Dirk Brouwer và Harlan James Smith
- 1941–1959      Dirk Brouwer
- 1912–1941      Benjamin Boss
- 1909–1912      Lewis Boss
- 1896–1909      Seth Carlo Chandler
- 1885–1896      Benjamin A. Gould, Jr.
- 1849–1861      Benjamin A. Gould, Jr.